# Ylläsjoki
Der Ylläsjoki ist ein Fluss im Westen von Finnisch-Lappland.
Er hat seinen Ursprung in dem Wintersportgebiet von Ylläsjärvi am Fuße des Yllästunturi im See Ylläsjärvi.
Von dort durchfließt er das Gemeindegebiet von Kolari in südwestlicher Richtung. Er weist dabei zahlreiche Mäander auf.
Nach 61 km erreicht er den Muonionjoki, in dessen östlichen Flussarm er beim Ort Kolari mündet.
Er gehört somit zum finnischen Teil des Einzugsgebietes des Tornionjoki.